# Шумячар Марк Олександрович
Марк Олександрович Шумячар (народився 13 березня 1948, м. Хмільник, Вінницька область, СРСР) — білоруський архітектор.

## Біографія
Шумячар Марк Олександрович народився в місті Хмільник 13 березня 1948 року. Він закінчив у 1971 році архітектурний факультет Полтавського будівельного інституту (викладачі архітектурних дисциплін А. А. Шумілін, П. П. Черняховець). У 1973–2004 роках працював у «БелНІІПградобудівництво». З 2004 року працював у Інституті Мінськпроекту.
Член Білоруської спілки архітекторів з 1979 року.

## Творчість
Шумячар — автор генеральних планів Кричева (1977, 1988), Осиповичі (1985), Дрибіна (1989), Гомель (2002), Мозир (2003); проєкти детального планування привокзальної площі в Гродно (1975), центру Гродно (1978); східного житлового масиву у Могильові (1976); житлового масиву у Новолукомлі (1978); центрі Дрибіна; території в межах Вяселкова — Тімірязєва — вулиці Нарочанської в Мінську (2005); житлового масиву Масюківщини в Мінську (2005); території в межах Клюмави — А. Кашави — вулиці Щербакової в Мінську (2007).
Марк Олександрович втілював Проєкти регенерації: історичну частину центру Мстиславля (1985); історичну частину центру Новогрудка (1987). Проєкти розвитку: території в межах Вяселкова — Тімірязєва — вулиці Нарочанської в Мінську (2005); Масиківщина -3,4, 5,6 мікрорайону в Мінську (2006-09); заклад охорони здоров'я «Міська клінічна лікарня швидкої допомоги» по вул. Кіжаватова, 58 у Мінську (коректура; 2007-08).

## Нагороди
Марк Шумячар розробив новий генплан Гомеля, за який був нагороджений грамотами Міністерства архітектури та будівництва Білорусі (2003) та Гомельського міськвиконкому (2003). У республіканському конкурсі, проведеному BSA (2003), на розробку генерального плану нагороджений дипломом у номінації «Проект містобудування».